# Dhatrichia
Dhatrichia is een geslacht van schietmotten uit de familie Hydroptilidae.

## Soorten
Deze lijst van 14 stuks is mogelijk niet compleet.
- D. anderseni J Kjaerandsen, 2004
- D. ankasaensis J Kjaerandsen, 2004
- D. bipunctata B Statzner, 1977
- D. botiensis J Kjaerandsen, 2004
- D. cinyra A Wells & T Andersen, 1995
- D. divergenta A Wells & T Andersen, 1995
- D. giboni J Kjaerandsen, 2004
- D. hunukani J Kjaerandsen, 2004
- D. inasa Mosely, 1948
- D. lerabae (Gibon, Guenda & Coulibaly, 1994)
- D. madagascarensis J Kjaerandsen, 2004
- D. minuta J Kjaerandsen, 2004
- D. paraminuta J Kjaerandsen, 2004
- D. wliensis J Kjaerandsen, 2004